# چاندمانی‌اوندور
شهرستان چاندمانی‌اوندور (به زبان مغولی: Чандмань-Өндөр сум، [Čandman'-Öndör sum]؛ ᠴᠢᠨᠳᠠᠮᠠᠨᠢ ᠥᠨᠳᠦᠷ ᠰᠤᠮᠤ، [čindamani öndür sumu]) یک شهرستان (سُوم) در مغولستان است که در استان خوفسگول واقع شده‌است.

## تقسیمات اداری
شهرستان چاندمانی‌اوندور متشکل از ۵ قصبه (باغ) می‌باشد، شامل:
- اولان‌آسغه (مغولی: Улаан асга баг، [Ulaan asga bag]؛ ᠤᠯᠠᠭᠠᠨ ᠠᠰᠬ᠎ᠠ ᠪᠠᠭ، [ulaɣan asq-a baɣ])
- خایرخان‌تولغوی (مغولی: Хайрхан толгой баг، [Xajrxan tolgoj bag]؛ ᠬᠠᠶᠢᠷᠬᠠᠨ ᠲᠣᠯᠤᠭᠠᠢ ᠪᠠᠭ، [qayirqan toluɣai baɣ])
- خوخو (مغولی: Хөхөө баг، [Xöxöö bag]؛ ᠬᠥᠬᠡᠭᠡ ᠪᠠᠭ، [kökege baɣ])
- شیفِرت (مغولی: Шивэрт баг، [Šivert bag]؛ ᠰᠢᠪᠡᠷᠲᠦ ᠪᠠᠭ، [šibertü baɣ])
- یولغوس (مغولی: Ёлгос баг، [Jolgos bag]؛ ᠶᠣᠯᠤᠭᠤᠰ ᠪᠠᠭ، [yoluɣus baɣ])